# 無限愛戀
無限愛戀（日语：ミリアッドラヴ），是日本純種競賽馬匹。生涯活躍於泥地賽事，曾勝出雪絨花賞及全日本兩歲優駿。

## 出賽前
2022年3月5日出生於北海道安平町北部牧場，成長途中在拍賣會上被馬主白石明日香以2970萬日圓購入。
其後交由栗東訓練中心練馬師新谷功一訓練。

## 競賽生涯

### 2歲
2024年9月16日出戰中京競馬場2歲新馬戰，比賽初段於內欄位置順勢衝出，維持於第二的位置下在最後彎道取得先機。進入直路後，其繼續以不俗的姿態衝刺，最終成功壓制來襲的Danon Figo，以1/2馬位優勢贏得首勝之餘更和對手一同拉開第三名近2秒的差距。
其後以雪絨花錦標作為目標，雖然出閘時些微慢閘，但隨即調整狀態並進佔先頭華子嗣，在第三、四彎道更進佔第二。進入直路後，其以不俗的姿態展開衝刺，輕鬆超越前方的A Shin Maiolica下繼續帶離後方，最終以2 1/2馬位優勢取得首個分級賽冠軍。
年末以全日本兩歲優駿作為收官之戰，比賽初段快速進佔先頭位置，一直跟隨前方Holy Grail做出的步速推進，直至第三彎道時開始加速取代領先的位置。進入直路後，其繼續以貼欄衝刺的姿態嘗試拉開和後方的距離，最終成功擺脱Happy Man的追擊取得首個一級賽冠軍，同時亦為時隔8年再一匹勝出此賽事的雌馬。

### 3歲
2025年首戰為遠征沙特阿拉伯的沙特打吡，比賽初段隨即由內欄位置透出，稍為放慢下跟隨在永如新後方。進入直路後，其因為早段受到揚沙影響開始力弱，最終以第六落敗。
回國後選擇轉戰草地出戰函館短途錦標，比賽初段維持在中團外疊位置推進，然而在通過彎道時急劇失速後退並將騎師池添謙一拋下，因而被判處比賽中止。
經過檢查，其被確認為比賽途中出現急性心臟衰竭，最終搶救無效下死亡，享年僅3歲。

### 詳細賽績
| 日期       | 舉辦國家   | 馬場     | 距離   | 級別   | 賽事名稱       | 負重 | 騎師     | 馬號 | 出馬 | 名次     | 時間     | 頭馬（二馬）        |
| ---------- | ---------- | -------- | ------ | ------ | -------------- | ---- | -------- | ---- | ---- | -------- | -------- | ------------------- |
| 16/9/2024  | 日本       | 中京     | 泥1400 |        | 2歲新馬        | 55   | 西村淳也 | 1    | 14   | 1        | 1:23.9   | （Danon Figo）      |
| 31/10/2024 | 日本       | 門別     | 泥1200 | JpnIII | 雪絨花賞       | 55   | 西村淳也 | 3    | 13   | 1        | 1:13.1   | （A Shin Maiolica） |
| 11/12/2024 | 日本       | 川崎     | 泥1600 | JpnI   | 全日本兩歲優駿 | 55   | 西村淳也 | 10   | 11   | 1        | 1:42.4   | （Happy Man）       |
| 22/2/2025  | 沙特阿拉伯 | 安都拉茲 | 泥1600 | GIII   | 沙特打吡       | 53   | 西村淳也 | 11   | 11   | 6        | 1:42.44  | 歡樂金騎            |
| 15/6/2025  | 日本       | 函館     | 草1200 | GIII   | 函館短途錦標   | 52   | 池添謙一 | 8    | 16   | 比賽中止 | 比賽中止 | 牽心絆意            |

## 血統簡介
父系New Year's Day為美國賽駒，雖然生涯僅勝出兩場賽事，但其中一場為一級賽育馬者盃兩歲大賽。祖父街頭口號為愛爾蘭出生的美國及阿聯酋賽駒，生涯戰績優秀，曾勝出杜拜世界盃及史提芬科士打讓賽。
母系Ladybird為日本賽駒，生涯僅勝出條件戰級別的賽事。外祖父醒目飛鷹為日本賽駒，生涯稱霸泥地賽事，曾連霸東京大賞典及日本育馬場盃經典賽，亦勝出帝王賞及川崎紀念，同時更有其他十三項分級賽的優勝記錄。

### 血統表
| 父線：淘金者系（Raise a Native系） |                                |               |                  |
| 種馬 New Year's Day 2011年（棗色） | 街頭口號 1998年（深棗色）      | Machiavellian | 淘金者           |
| 種馬 New Year's Day 2011年（棗色） | 街頭口號 1998年（深棗色）      | Machiavellian | Coup de Folie    |
| 種馬 New Year's Day 2011年（棗色） | 街頭口號 1998年（深棗色）      | Helen Street  | 金衡制           |
| 種馬 New Year's Day 2011年（棗色） | 街頭口號 1998年（深棗色）      | Helen Street  | Waterway         |
| 種馬 New Year's Day 2011年（棗色） | Justwistledixie 2006年（棗色） | Dixie Union   | Dixieland Band   |
| 種馬 New Year's Day 2011年（棗色） | Justwistledixie 2006年（棗色） | Dixie Union   | She's Top        |
| 種馬 New Year's Day 2011年（棗色） | Justwistledixie 2006年（棗色） | General Jenni | Honour and Glory |
| 種馬 New Year's Day 2011年（棗色） | Justwistledixie 2006年（棗色） | General Jenni | Ahpo Hel         |
| 繁殖雌馬 Ladybird 2015年（棗色）   | 醒目飛鷹 2005年（栗色）        | 黃金魅力      | 週日寧靜         |
| 繁殖雌馬 Ladybird 2015年（棗色）   | 醒目飛鷹 2005年（栗色）        | 黃金魅力      | Nikiya           |
| 繁殖雌馬 Ladybird 2015年（棗色）   | 醒目飛鷹 2005年（栗色）        | Keishu Herb   | Mississipian     |
| 繁殖雌馬 Ladybird 2015年（棗色）   | 醒目飛鷹 2005年（栗色）        | Keishu Herb   | Kyoei Shirayuki  |
| 繁殖雌馬 Ladybird 2015年（棗色）   | She's Impossible               | Yankee Victor | Saint Ballado    |
| 繁殖雌馬 Ladybird 2015年（棗色）   | She's Impossible               | Yankee Victor | Highest Carol    |
| 繁殖雌馬 Ladybird 2015年（棗色）   | She's Impossible               | Difficult     | Concern          |
| 繁殖雌馬 Ladybird 2015年（棗色）   | She's Impossible               | Difficult     | Wings of Jove    |
| 雌系：號族：6-a                    |                                |               |                  |
| 五代內近親交配：Halo 5×5×5         |                                |               |                  |

## 命名由來
名字Myriad Love（ミリアッドラヴ），意思為「無限愛戀」，香港直接以此作為翻譯。

## 外部連結
- 無限愛戀 netkeiba.com
- 血統表